# Olga Homeghi
Olga Homeghi (Fieni 1 mei 1958) is een Roemeens roeister.
Homeghi nam driemaal deel aan de Olympische Zomerspelen en behaalde daar vier medailles. Homeghi debuteerde in 1980 met de bronzen olympische medaille in de dubbeltwee. Homeghi won tijdens de spelen van 1984 de gouden medaille in de vier-met-stuurvrouw. Homeghi won in 1986 en 1987 de wereldtitel in de twee-zonder en in 1987 ook in de acht. Tijdens de spelen van 1988 won Homeghi de gouden medaille in de twee-zonder en de zilveren in de acht.

## Resultaten

### Olympische Zomerspelen
| Jaar | Plaats      | Resultaten                   |
| ---- | ----------- | ---------------------------- |
| 1980 | Moskou      | in de dubbeltwee             |
| 1984 | Los Angeles | in de vier-met-stuurvrouw    |
| 1988 | Seoel       | in de twee-zonder in de acht |

### Wereldkampioenschappen roeien
| Jaar | Plaats     | Resultaten                       |
| ---- | ---------- | -------------------------------- |
| 1978 | Cambridge  | 5e in de dubbeltwee              |
| 1979 | Bled       | in de dubbeltwee                 |
| 1981 | München    | in de dubbel-vier-met-stuurvrouw |
| 1983 | Duisburg   | in de vier-met-stuurvrouw        |
| 1985 | Hazewinkel | in de vier-met-stuurvrouw        |
| 1986 | Nottingham | in de twee-zonder                |
| 1987 | Kopenhagen | in de twee-zonder · in de acht   |

1976: Sijka Kelbetsjeva & Stojanka Groejtsjeva ·
1980: Ute Steindorf & Cornelia Klier ·
1984: Rodica Arba & Elena Horvat ·
1988: Rodica Arba & Olga Homeghi ·
1992: Marnie McBean & Kathleen Heddle ·
1996: Megan Still & Kate Slatter ·
2000: Georgeta Damian & Doina Ignat ·
2004: Georgeta Damian & Viorica Susanu ·
2008: Georgeta Andrunache-Damian & Viorica Susanu ·
2012: Helen Glover & Heather Stanning ·
2016: Helen Glover & Heather Stanning ·
2020: Grace Prendergast & Kerri Gowler ·
2024: Ymkje Clevering & Veronique Meester
1976: Karin Metze & Bianka Schwede & Gabriele Lohs & Andrea Kurth & Sabine Heß ·
1980: Ramona Kapheim & Silvia Fröhlich & Angelika Noack & Romy Saalfeld & Kirsten Wenzel·
1984: Florica Lavric & Maria Fricioiu & Chira Apostol & Olga Bularda & Viorica Ioja·
1988: Martina Walther & Gerlinde Doberschütz & Carola Hornig & Birte Siech & Sylvia Rose